# A pie, en bici o en moto
A pie, en bici o en moto fue un programa infantil de televisión, emitido por la cadena española TVE en 1982, dirigido por Francisco de Oleza Le-Senne y presentado por la actriz Victoria Abril.

## Formato
El programa pretendía acercar, desde una perspectiva formativa, las normas viarias a los espectadores, estando especialmente dirigido al público infantil y juvenil.
El programa se rodó en la ciudad de Madrid y sus alrededores y contó con la colaboración de la Dirección General de Tráfico, la Policía Municipal de Madrid, la Guardia Civil de Tráfico, UNICEF y Cruz Roja española.